# Time Capsule (Lita Ford)
Time Capsule è il nono album di Lita Ford, pubblicato nel 2016 per l'etichetta discografica SPV/Steamhammer e prodotto dalla stessa Ford.
L'album consiste in una raccolta di brani inediti e editi ri-registrati con la partecipazione di vari ospiti. Mentre i primi tre brani sono dei rifacimenti di canzoni provenienti dall'album Black, del 1995, gli altri sono risalenti al periodo degli anni '80. È presente anche una cover strumentale di Little Wing di Jimi Hendrix.

## Tracce[3]
1. Where Will I Find My Heart Tonight (Michael Dan Ehmig, Lita Ford)
2. Killing Kind (Ehmig, Ford, Taylor Rhodes)
3. War Of The Angels (Ehmig, Ford)
4. Black Leather Heart (Ehmig, Ford)
5. Rotten To The Core (Ford, Gene Simmons)
6. Little Wing (Jimi Hendrix)
7. On The Fast Track (strumentale)
8. King Of The Wild Wind (Ehmig, Ford)
9. Mr. Corruption (Ehmig, Ford)
10. Anything For The Thrill (Ehmig, Ford)

## Formazione[3]
- Lita Ford - voce, chitarra
- Rodger Carter - batteria
- Billy Sheehan - basso nelle tracce 2, 3, 4
- Jimmy Tavis - basso nelle tracce 6, 7, 8, 9, 10
- Greg Buahio - basso nella traccia 1
- Jeff Scott Soto - voce nella traccia 1
- Robin Zander - cori nella traccia 2
- Rick Nielsen - cori nella traccia 2
- Dave Navarro - mandolino nella traccia 2
- Gene Simmons - basso nella traccia 5
- Blues Saraceno - chitarra nella traccia 1, 7
- Bruce Kulick - chitarra nella traccia 5